# Isocybus cameroni
Isocybus cameroni är en stekelart som beskrevs av Jean-Jacques Kieffer 1913. Isocybus cameroni ingår i släktet Isocybus och familjen gallmyggesteklar. Inga underarter finns listade i Catalogue of Life.